# Dörnberg (Adelsgeschlecht)

Wappen der Freiherren von Dörnberg

Die Freiherren von Dörnberg zählen zum hessischen Uradel. Sie gehören der heute noch bestehenden Althessischen Ritterschaft seit deren Gründung an. Seit 1732 hatte die Familie das Hofamt des Erbküchenmeisters (dies entspricht dem Truchsess oder Seneschall) in der Landgrafschaft Hessen inne.

## Geschichte
Mit Rettwardes de Doringeberc taucht die Familie erstmals im Jahr 1100 als Zeuge in einer Urkunde des Klosters Hasungen auf. Namensgebend war der Ort Dörnberg, Gemeinde Habichtswald, im Landkreis Kassel. Stammsitz ist seit 1477 die Burg Herzberg bei Breitenbach am Herzberg im damaligen Gericht Breitenbach im heutigen Landkreis Hersfeld-Rotenburg. Außerdem besitzt die Familie seit 1463 das Schloss Hausen (bei Oberaula).
Mit Johann Caspar I. wurde das Geschlecht 1663 von Kaiser Leopold in den Freiherrenstand erhoben. Ernst Friedrich (1801–1878) erhielt 1865 den österreichischen Grafenstand; diese Linie erlosch bereits 1897 mit seinem Sohn Ernst.

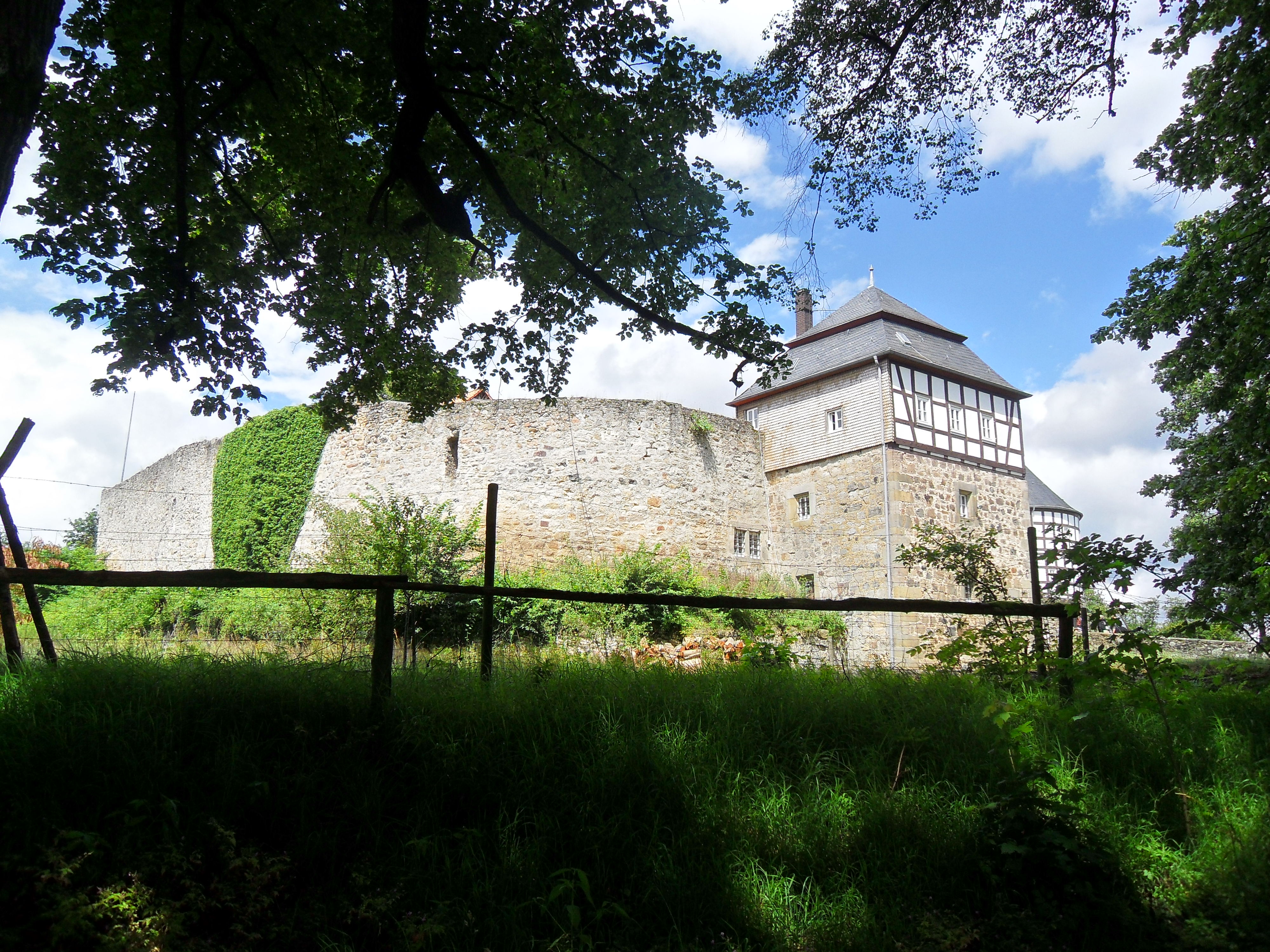
Burg Herzberg, seit 1477 im Besitz der Familie
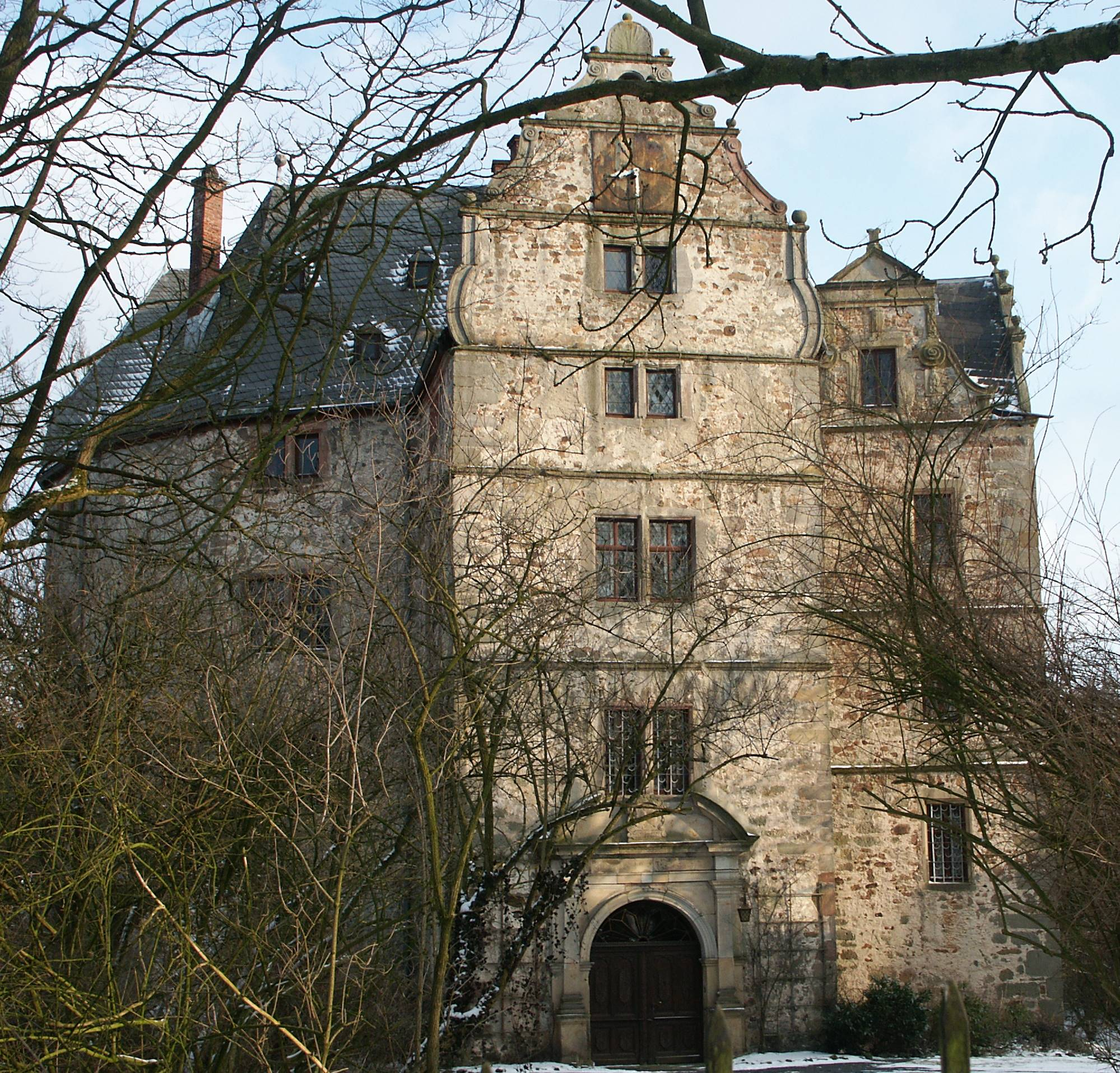
Schloss Hausen, seit 1463 im Besitz der Familie
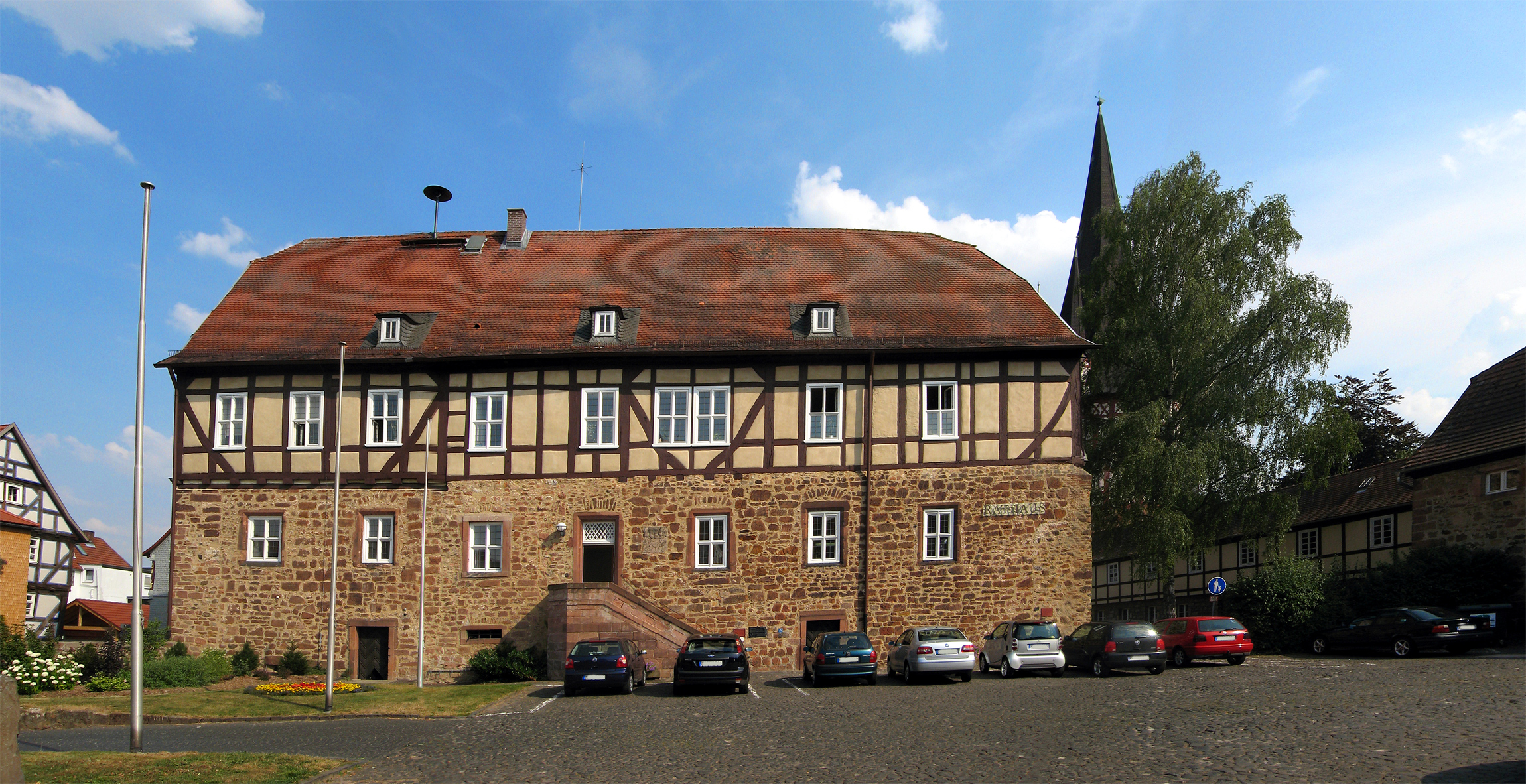
Dörnberg’sches Schloss in Neustadt (Hessen), von 1477 bis 1549 im Besitz der Familie
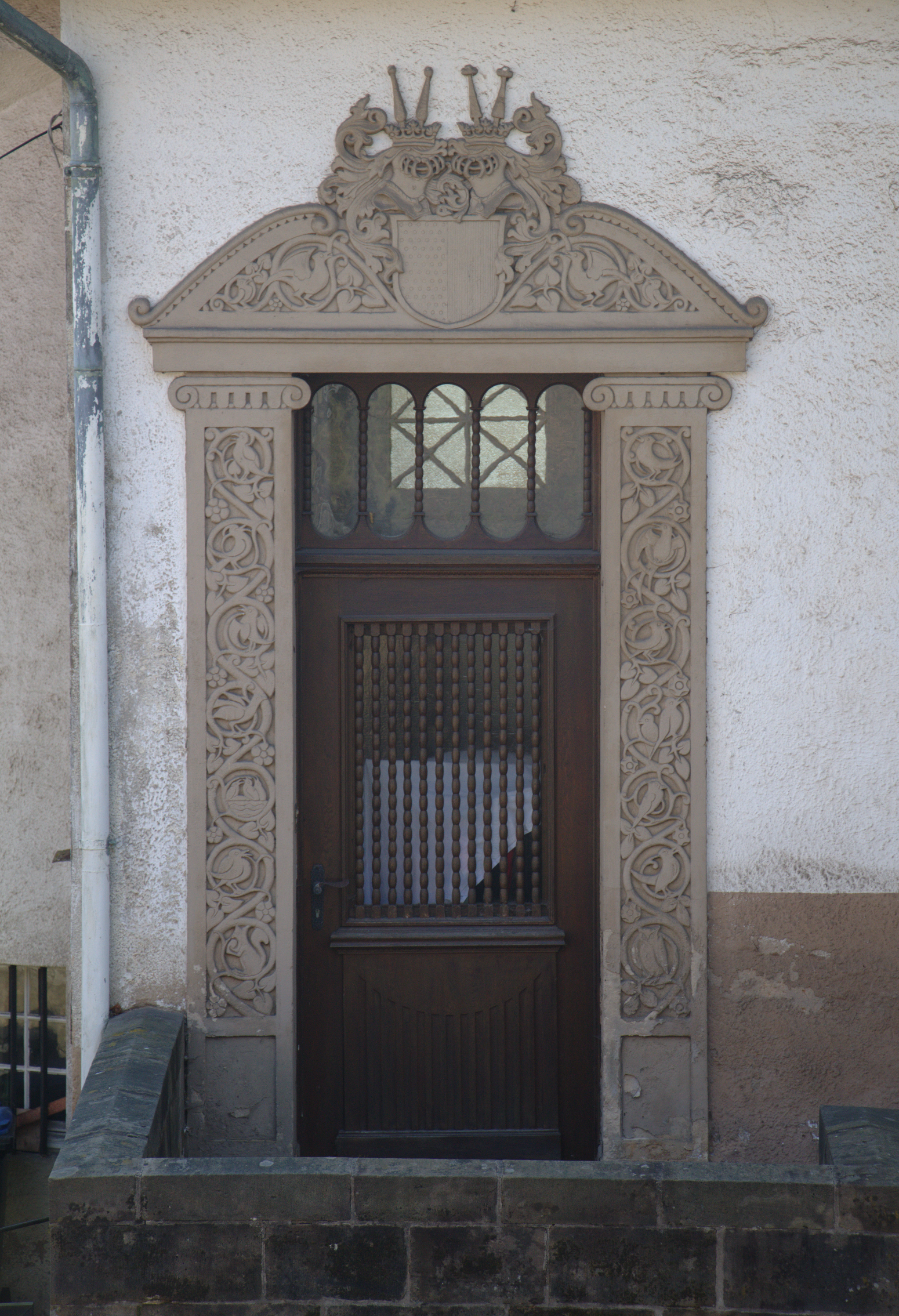
Wappen der Freiherren von Dörnberg am Amtshaus in Breitenbach am Herzberg
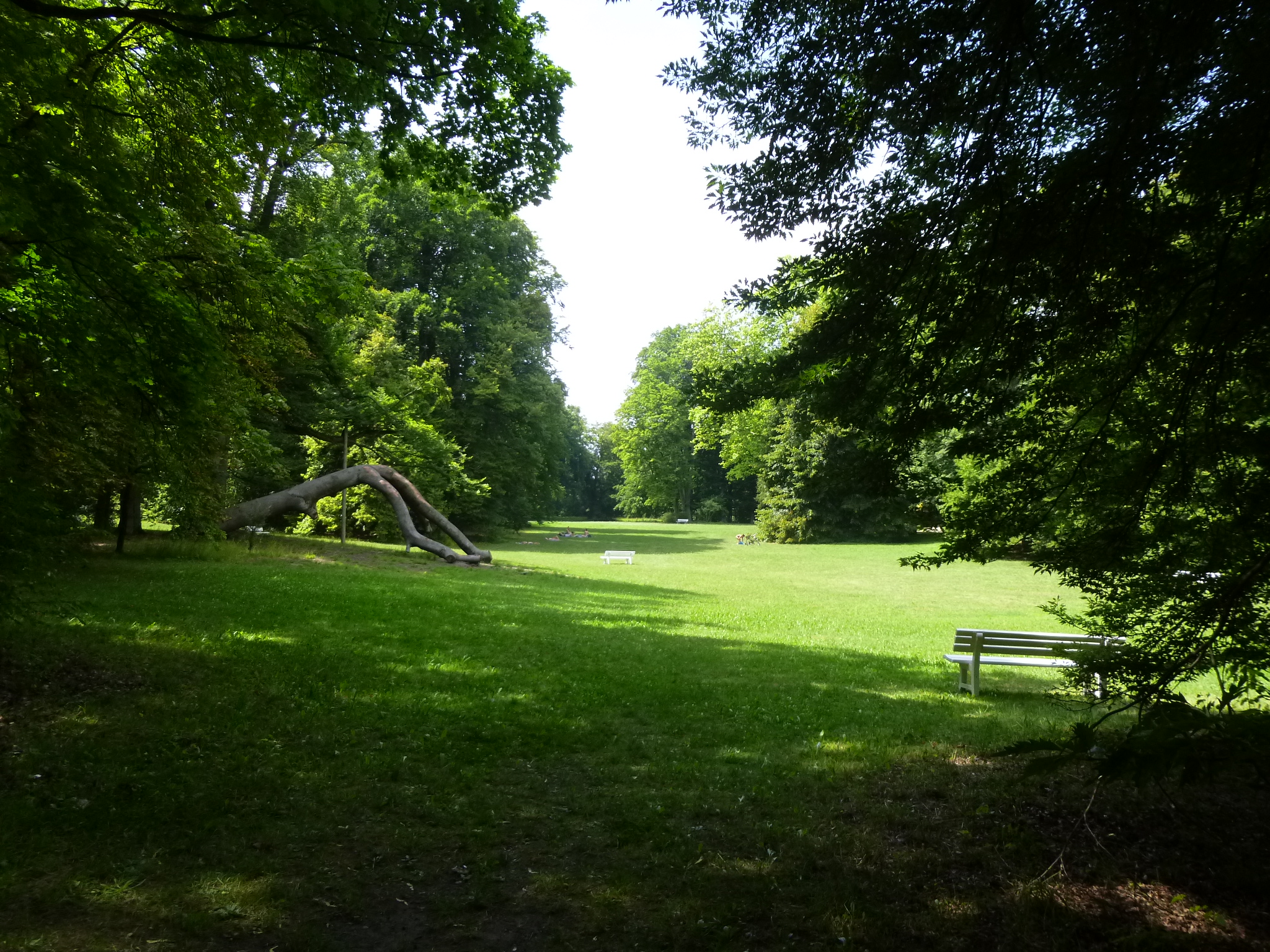
Dörnbergpark Regensburg
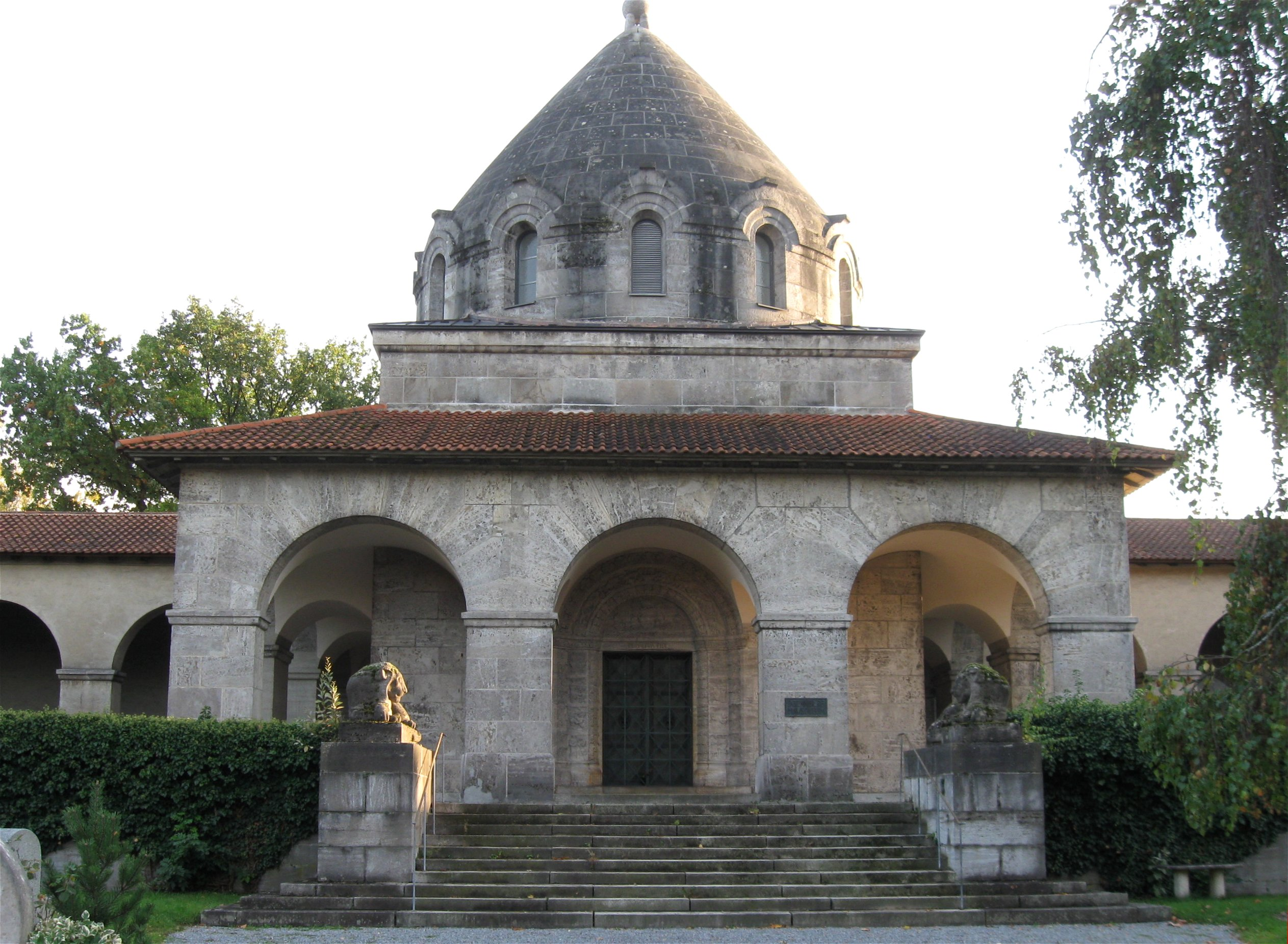
Dörnberg Mausoleum, Ev. Zentralfriedhof Regensburg
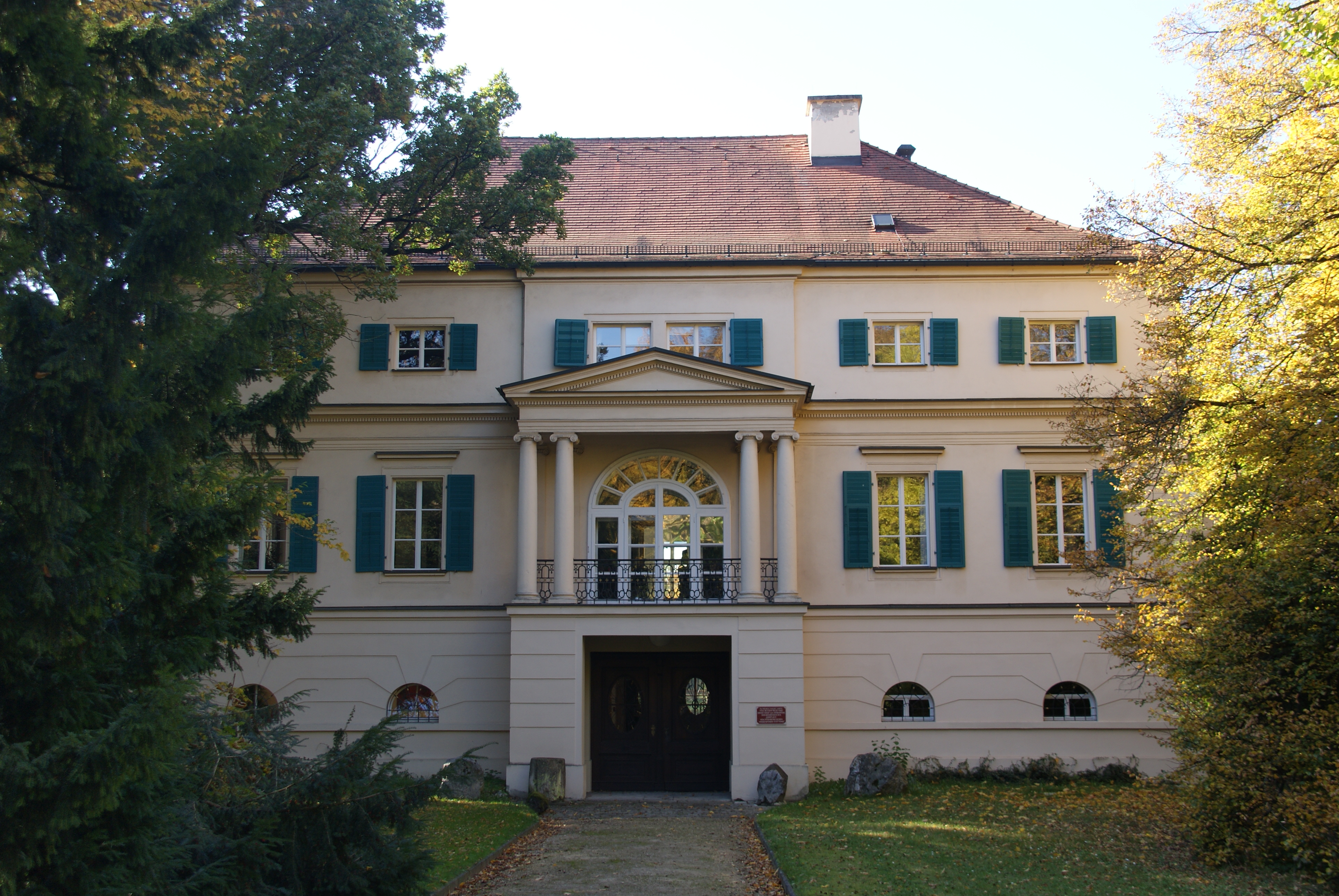
Dörnbergpalais, Regensburg

## Wappen

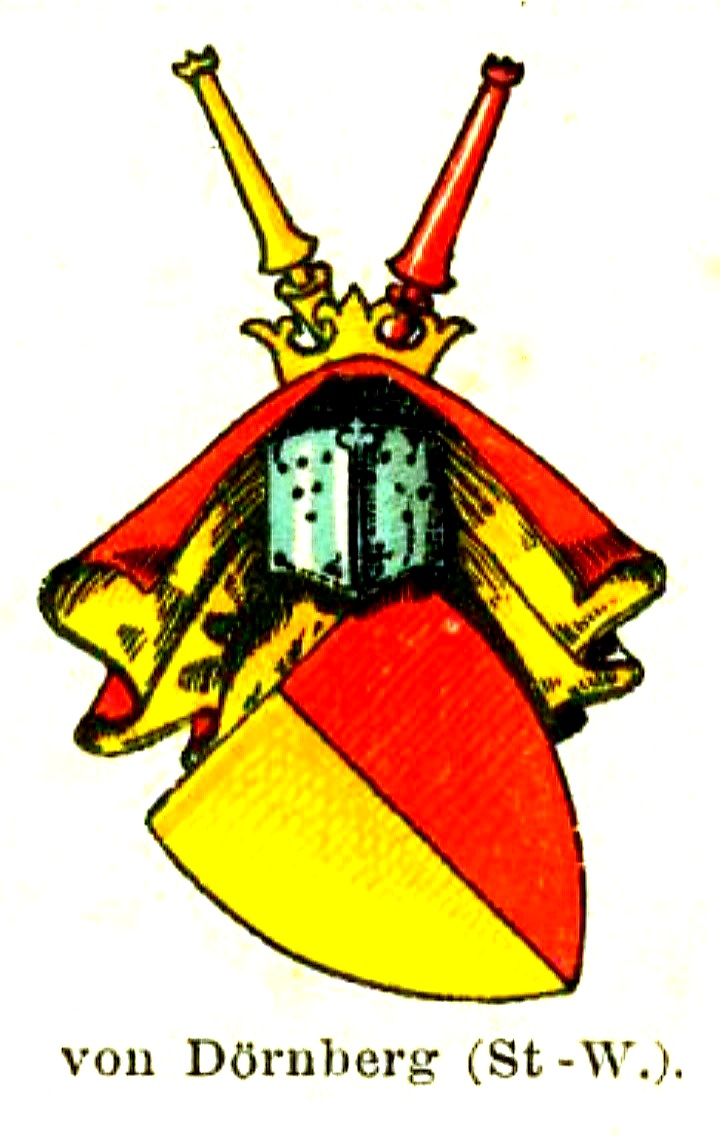
Darstellung des Stammwappens

Von Gold und Rot gespalten, zwei Helme mit rot-goldenen Decken, auf dem rechten zwei gold-abgestumpfte Turnierlanzen, die rechte golden, die linke rot, auf dem linken zwei Turnierlanzen, sogenannte Kröniglanzen mit Griffeinschnitt und dreispitzigem Ende, die rechte rot, die linke golden.

## Bekannte Familienmitglieder
- Johann von Dörnberg, 1211 Brautführer der heiligen Elisabeth.
- Hans von Dörnberg, hessischer Marschall, Amtmann in Homberg/Efze, 1416–1421 erster Amtmann des Amts Ludwigstein.
- Hans von Dörnberg (1427–1506), oberhessischer Hofmeister, erhielt die Burg Herzberg, das Schloss Hausen (Oberaula), sowie Neustadt bei Marburg (wo er sich das Schloss Dörnberg mit dem Junker-Hansen-Turm erbauen ließ) zu Lehen, ruht in Friedberg, Epitaph in der Elisabethkirche zu Marburg.[1]
- Hermann von Dörnberg (1496–1529), Theologe (Studium in Erfurt und Wittenberg), reformierte schon 1523 die Kirche in Breitenbach am Herzberg, nahm 1529 als Begleiter von Landgraf Philipp am Reichstag zu Speyer teil.
- Johann Caspar I. von Dörnberg (1616–1680), landgräflich Hessen-Kasseler Geheimer Rat und Kammerpräsident, Gesandter in Paris und Wien, wurde am 16. April 1663 (Wien) von Kaiser Leopold in den Freiherrnstand erhoben, Verleihung des Prädikats „Wohlgeboren“ in Regensburg, 16. März 1664.
- Johann Caspar II. von Dörnberg (1689–1734), Gesandter zu Regensburg, Regierungspräsident zu Kassel, dann unter Landgraf Friedrich – in Personalunion König von Schweden –, Leiter der hessischen Kanzlei in Thomary/Schweden. Erstmals am 18. April 1732 wird Johann Caspar von Dörnberg mit dem Amt des „Erbküchenmeisters“ von Hessen belehnt.

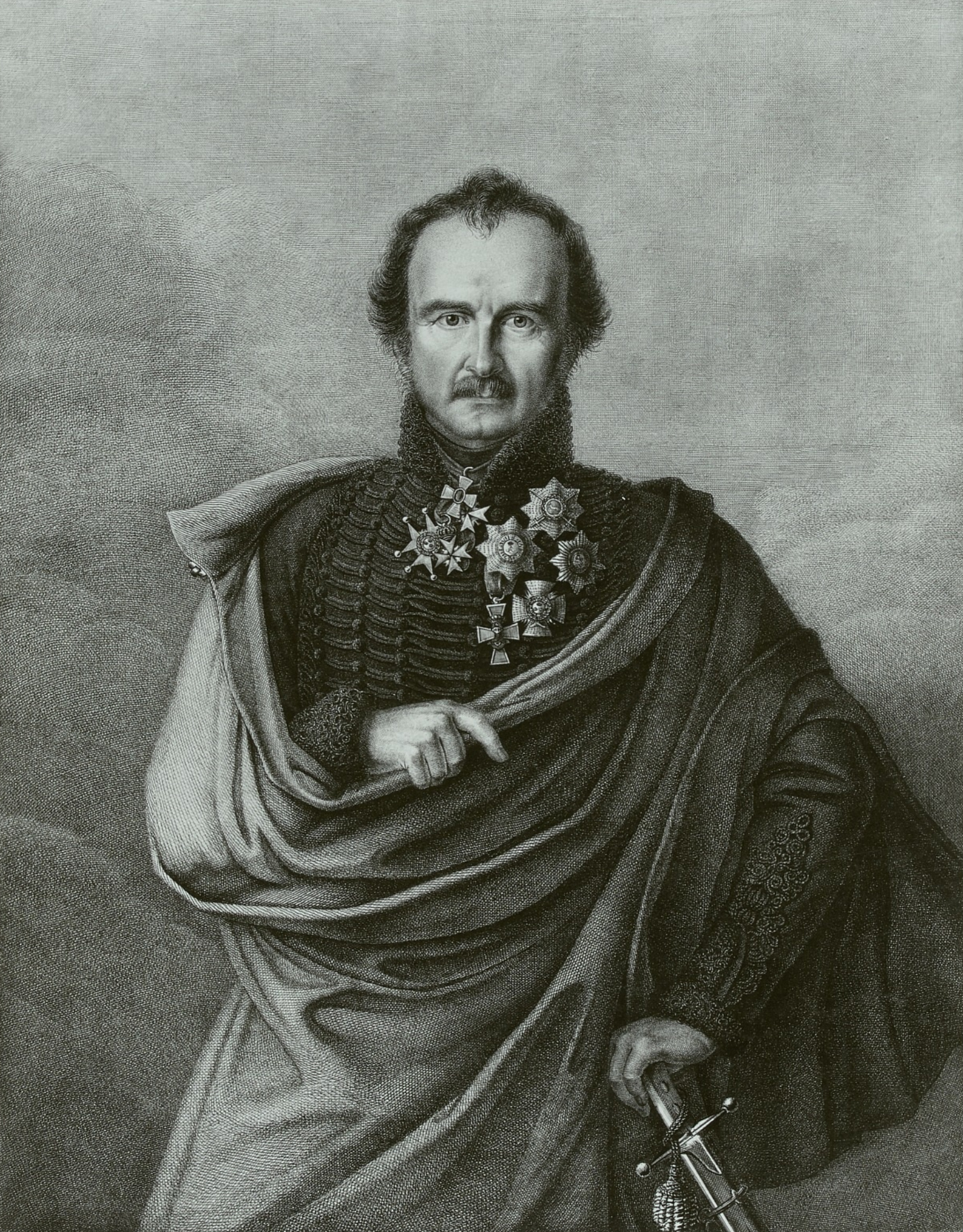
Wilhelm von Dörnberg (1768–1850), hannoverscher Generalleutnant, hessischer Freiheitskämpfer während der Revolutions- und Freiheitskriege

- Wilhelm Ludwig von Dörnberg (1691–1741), Kommissar des Kaisers.
- Wolfgang (Pandolphus) Ferdinand von Dörnberg (1724–1793), Sohn von Johann Caspar II., landgräflich hess.-kass. Staatsminister, preußischer Justizminister (unter Friedrich dem Großen), Kammergerichtspräsident, 3. Erbküchenmeister in Hessen.
- Wilhelm Ferdinand von Dörnberg (1750–1783), Regierungspräsident in Minden.
- Friedrich von Dörnberg (1754–1804), preußischer Kammerherr, Oberhofmarschall, Komtur der Kommende Supplingenburg, Besitzer[2] von Schloss Marquardt bei Potsdam
- Hans Friedrich von Dörnberg (1755–1803), Jurist und Kammerherr.
- Wilhelm Caspar Ferdinand von Dörnberg (1768–1850), königlich hannoverscher Generalleutnant, Gesandter, hessischer Freiheitskämpfer während der Revolutions- und Freiheitskriege. Wilhelm von Dörnberg war 1809 der Initiator eines der hessischen Aufstände (Insurrektion) und wird deshalb auch als „Aufstandsdörnberg“ bezeichnet. Ernst Moritz Arndt und Ludwig Mohr verarbeiteten in ihren Werken künstlerisch die Aktivitäten Dörnbergs. Nahm an der Schlacht von Waterloo teil.
- Wilhelm von Dörnberg (1781–1877), hessischer Oberforstmeister und Abgeordneter.
- Karl von Dörnberg (1782–1850) Regierungspräsident der Provinz Fulda.
- Ernst Friedrich von Dörnberg (1801–1878), Chef der Thurn & Taxis’schen Gesamtverwaltung, Erhebung in den Grafenstand in Wien am 21. Februar 1865. Bruder der Wilhelmine von Dörnberg. Er erwarb 1832 die Villa im später nach ihm und seinem Sohn Ernst von Dörnberg benannten Regensburger Dörnbergpark, der seit dem Tod seines Sohnes von der „Gräflich von Dörnberg’schen Waisenfonds-Stiftung“ verwaltet wird.
- Wilhelmine Caroline Christine Henriette von Dörnberg (1803–1835) ⚭ am 24. August 1828 in Regensburg den Fürsten Maximilian Karl von Thurn und Taxis.
- Moritz von Dörnberg (1821–1912), Abgeordneter.
- Albert von Dörnberg (1824–1915), preußischer Beamter und Abgeordneter.
- Hermann von Dörnberg (1828–1893), preußischer Generalleutnant.
- Heinrich von Dörnberg (1831–1905), deutscher Historienmaler der Düsseldorfer Schule.
- Ferdinand von Dörnberg (1833–1902), preußischer Generalleutnant.
- Ernst von Dörnberg (1836–1897), unverheirateter Sohn von Ernst Friedrich von Dörnberg (1801–1878 in Regensburg), Gründer der „Gräflich von Dörnberg’schen Waisenfonds-Stiftung“.
- Julius von Dörnberg (1837–1922), preußischer Landrat.
- Hugo von Dörnberg (1844–1930), Gutsbesitzer und Mitglied im Preußischen Herrenhaus.
- Karl von Dörnberg (1854–1891), Verwaltungsbeamter in Schlesien und Diplomat (Legationsrat) in Japan.
- Karl Albert Friedrich Hans von Dörnberg (1863–1929), Landrat von Fulda und Gersfeld.
- Alexander von Dörnberg (Politiker) (1801–1860), deutscher Jurist und Politiker
- Alexander von Dörnberg (Diplomat) (1901–1983), deutscher Jurist, Diplomat und SS-Führer
- Donata Freifrau Schenck zu Schweinsberg, geborene Freiin von Dörnberg (* 10. März 1951), von 2006 bis 2018 Vizepräsidentin des Deutschen Roten Kreuzes.

## Archiv

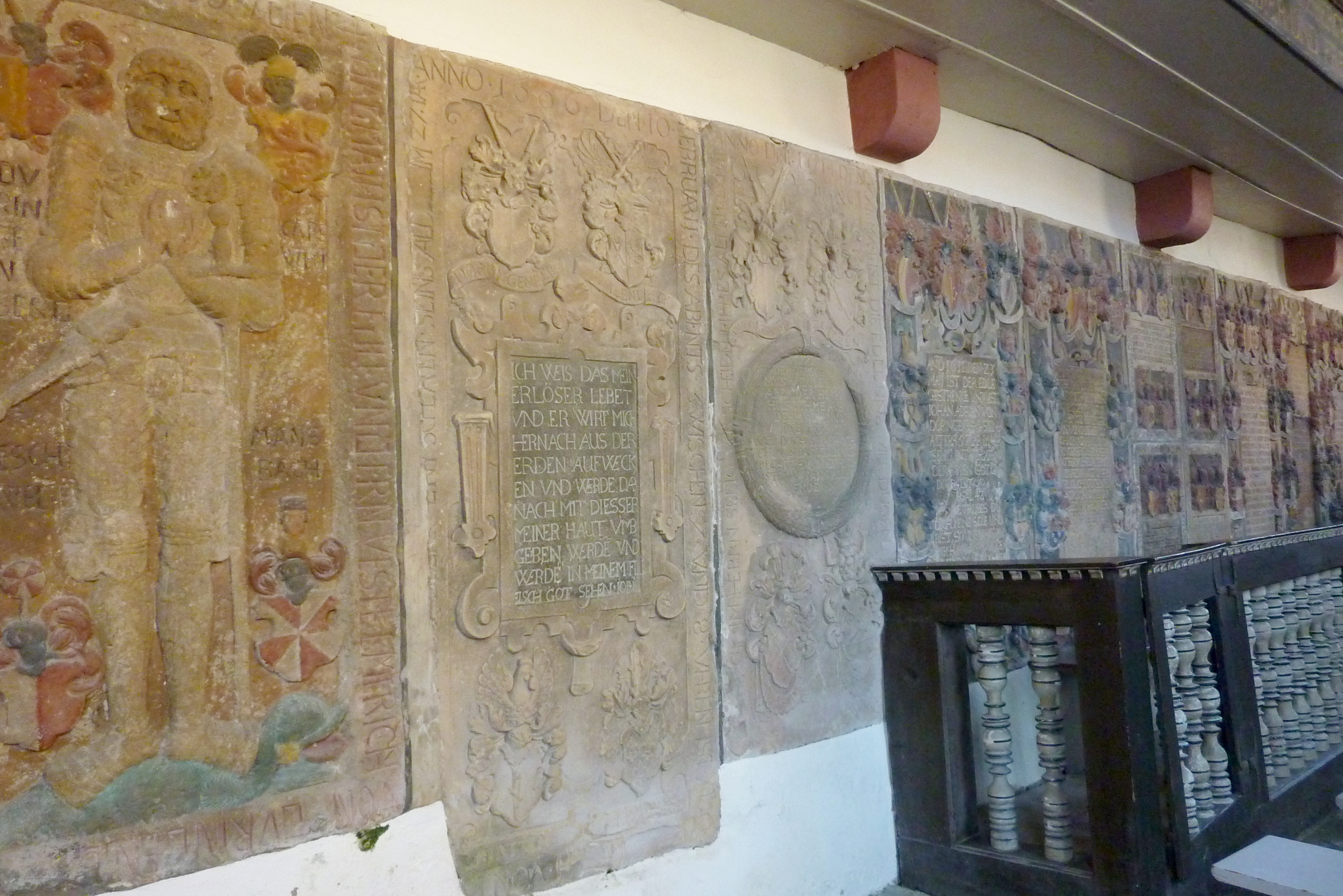
Dörnberg'sche Epitaphien in der Kapelle der Burg Herzberg

Das Familien- und Herrschaftsarchiv der Familie von Dörnberg wird als Depositum im Hessischen Staatsarchiv Marburg (Bestand 340 von Dörnberg) aufbewahrt.